# نادي الأولمبي الرياضي 1957
تأسس نادي الأولمبي الرياضي  لكرة القدم في حي الظهيرة، الرياض، المملكة العربية السعودية في يوم الثلاثاء الموافق 16 أكتوبر 1957، الذي سيحمل في وقت لاحق اسم نادي الهلال السعودي أحد أندية القارة الأسيوية بعد خروج الشيخ عبد الرحمن بن سعيد وتقديم استقالته من إدارة نادي الشباب السعودي، وأسس فريقاً جديداً تحت مسمى  النادي الأولمبي على غرار مسمى فريق الشيخ عبد الرحمن سرور الصبان بجدة والذي انحل في ذلك الوقت.
لم يستمر المسمى طويلا وقد تغير في 3 ديسمبر 1958 إلى نادي الهلال بعد سنة وشهرين من تأسيس الاولمبي وذلك بعد مباراة خيرية في ملعب الصايغ على شرف الملك سعود الذي أمر بتغيير الاسم إلى اسم عربي حيث قدمت برقية تضمنت ثلاثة أسماء لجلالة الملك وهي اليمامة، الوحدة، الهلال.وتم أختيار اسم الهلال من قبل الملك سعود ولذلك يلقب انصار الفريق ب «الملكي».

## تشكيل الفريق

## روابط خارجية
- الموقع الرسمي لنادي الهلال
- منتديات الموقع الرسمي لنادي الهلال